# Frederick Long
Pour les articles homonymes, voir Long.
Frederick Long est un acteur, producteur et scénariste américain né le 9 février 1948 à Alton, dans l'Illinois (États-Unis) et décédé le 22 octobre 2004.

## Filmographie

### comme acteur
- 1999 : King's Pawn (série TV)
- 1977 : Joyride to Nowhere
- 1980 : L'Incroyable Alligator (Alligator) : Sparks
- 1982 : Boxoffice : Custom's Official
- 1984 : Just My Luck : Flasher
- 1985 : Lots of Luck (TV) : Fatty
- 1985 : American Drive-In : Fat Carl
- 1985 : Men and Sword (Sword of Heaven) : Construction Worker
- 1991 : Ghoulies III: Ghoulies Go to College : Lecher

### comme scénariste
- 1984 : Just My Luck

### comme producteur
- 1984 : Just My Luck